# 유니언-피어슨 급행
유니언-피어슨 급행 철도 내지는 UP 익스프레스(Union Pearson Express, UP Express)는 캐나다 온타리오주 토론토의 공항 철도로, 토론토 도심의 유니언 역과 토론토 피어슨 국제공항 제1터미널을 잇는 캐나다에서 가장 붐비는 두 교통 허브를 잇는 노선이다. 공사 비용 4억 5,600만 캐나다 달러가 들어간 이 공사는 2015년 팬아메리칸 게임 일정에 맞춰 2015년 6월 6일에 개통하였으며 북미에서 운임이 가장 비싼 공항 철도이기도 하다.
UP 익스프레스는 기존의 몬트리올의 건설 업체인 SNC-라발랑이 공사를 주관할 예정이었으나 주정부와의 협약 체결에 실패하여 온타리오 주의 광역 토론토 및 해밀턴 지역의 교통을 담당하는 공기업인 메트로링스가 운영을 맡게 되었다. 광역 토론토 지역의 통근열차 노선을 운행하는 고 트랜싯 또한 해당 공기업을 모처로 두고 있지만 이 공항 철도 노선은 전동차나 운임 체계 등에 있어서 고 트랜싯과 달리 운영될 예정이다. 다만 이 노선은 고 트랜싯의 키치너 선을 경유함과 동시에 그외 다른 교통국과 함께 선로와 시설, 신호 등을 같이 쓸 계획에 있다.
매일 15분 간격으로 유니언 역에서 피어슨 국제공항까지 25분만에 주파하는 이 노선은 하루 평균 5천 명의 승객을 실어나를 것으로 예상되며, 2012년 9월에 첫 삽을 든 이 노선은 2015년 6월 6일에 개통하였고, 전철화에 대한 논의가 계속해서 이루어지고 있다.

## 역사

### 초기 계획
토론토 시내와 피어슨 공항을 잇는 새로운 대중교통 수단에 대한 모색은 1980년대 말부터 시작되었다. 공항 연결편에 대한 관심이 높아지고 대중교통 승객 수가 점점 늘게 됨에 따라 주 당국은 1989년부터 91년까지 세 차례에 걸쳐 연구용역을 의뢰하였다. 1989년 7월, 온타리오 주 교통부는 지자체 내부와 광역 대중교통을 효율적으로 연동하기 위해 피어슨 국제공항과 지자체 대중교통 연결편에 대한 연구용역을 실시하였다. 89년 보고서는 공항과 토론토 인근 지역을 잇는 몇 가지 가능성을 제시하였다.
이후 온타리오 주 당국은 온타리오호를 끼고 있는 워터프론트 지역의 개발과 맞물려 피어슨 국제공항을 고 트랜싯의 조지타운 선 (오늘날의 키치너 선)과 연계하여 철도를 운행하는 방안을 추가로 검토하였다. 1990년 2월 연구용역 보고서는 선로, 기반 시설과 동시에 조지타운 선의 확장 등 공항철도를 운행하는 데 있어서 필요한 여건을 제시하였다. 이 보고서에 따르면, 공항철도의 안정적인 운행을 위해서는 토론토 서부에 있는 평면 교차 구간을 입체화하고 조지타운 선을 헐웨스트 분기점까지 복선화할 것을 주장하였다.
주 교통부는 또한 토론토의 동서간 지하철인 블루어-댄포스 선을 미래에 공항까지 잇는 방안을 배제하지는 않았다. 1991년 11월, 레스터 B. 피어슨 및 인근 지역 교통기반 연구 보고서는 키플링 역에서 427번 고속도로 또는 리치뷰를 통해 공항으로 연결할 수 있는 가능성을 열어두었지만, 공사 비용이 얼마나 들어갈 지, 삽을 언제 들 지에 대한 논의는 이루어지지 않았다.

### 2000년대
2001년, 캐나다 교통부는 토론토 피어슨 국제공항과 유니언 역을 잇는 공항철도의 설계, 공사, 건축, 운행 등을 맡는 데 있어서 민간 투자쪽으로 눈을 돌렸다. 2003년 5월, GTA LRT 컨소시엄, 맥쿼리, 펄 컨소시엄, 유니언 피어슨 그룹 등 민간 컨소시엄 네 곳이 연방 교통부에 공항철도 운영 계획안을 제출하였고 연방 당국은 SNC-라발랑이 소유하는 유니언 피어슨 에어링크 그룹 (Union Pearson AirLink Group) 을 공항철도 주 사업자로 선정하였다.
SNC-라발랑이 맡게 되는 새로운 공항철도의 이름은 유니언 역과 피어슨 국제공항을 22분만에 이어준다고 해서 '블루22 (Blue22)'로 지어졌다. 이 노선은 유니언 역을 출발해 토론토 교통국의 던다스 웨스트 및 고 트랜싯의 블루어역을 거쳐 공항으로 직행하고, 전동차는 VIA 철도에서 현재 쓰고 있는 버드 디젤 동차로 2008년에서 2010년 사이에 개통을 앞두고 있었다.
기존 계획과는 달리, 민관이 공동으로 추진하는 이 사업은 2008년에 들어서까지 별다른 진전을 보이지 않았다. 이에 대한 이유로 공항철도에 대한 민관간의 제대로 된 합의가 이루어지지 않은데다가 노선 정차역 및 디젤 전동차 등에 있어서 반대 여론이 거론되었으며, 2008년 8월 온타리오 주는 급기야 공항철도의 중요성을 역설하며 SNC-라발랑과 재협상에 들어갔다.
이후 2008년 11월, 온타리오 주의 공기업인 메트로링스는 광역 토론토 및 해밀턴 지역의 대중교통 건설을 위한 광역교통계획인 빅 무브 (The Big Move)를 발표하였다. 메트로링스는 유니언-피어슨 급행은 미시소거 BRT, 407번 및 427번 고속도로, 에글링턴 및 핀치 경전철 등과 더불어 광역 교통과 지역 교통을 연계할 수 있는 핵심 노선으로 선정하였고, 주정부와 연방정부의 자금 지원을 받는대로 공사에 돌입해 2015년 완공을 목표로 하였다.

### 2010년대
2008년부터 재개되었던 민관간 협상은 공사자금 지원 및 협상 결렬 등을 이유로 물거품으로 돌아갔다. 2010년 7월, 온타리오 주는 공항철도 사업의 소관을 기존의 SNC-라발랑 컨소시엄에서 주 공기업인 메트로링스로 변경하였다. 메트로링스는 이에 대해 유니언-피어슨 공항철도는 고 트랜싯과 운임 체계 등에 있어서 별도로 운행될 예정이나, 기반 시설 등은 고 트랜싯과 다른 교통 당국과 같이 공유해서 쓸 예정으로, 이 노선은 2015년에 토론토에서 개최되는 범미주 경기 대회에 앞서 개통될 예정이라고 밝혔다.
2012년 9월, 온타리오 주는 공항철도 공사에 첫 삽을 들었다. 돌턴 맥귄티 주지사는 성명문을 통해 25km의 이 노선은 1200개 이상의 일자리를 창출하고 개통 첫 해에 120만 대의 자가용 운행을 줄일 것으로 보인다며 공항철도는 온타리오 주의 경제 발전에 적지 않은 기여를 할 것이라고 평했다. 이후 2015년 2월 23일, 공사가 거의 마무리된 UP 익스프레스는 브레이크와 속력 조절, 스위치와 신호 불량 등의 상황을 대비해 시범운행에 돌입했다. 같은 해 4월 22일, 윈 주지사는 교통부 장관 스티븐 델 두카와 메트로링스 대표 브루스 매쿠에이그와 함께 공항철도에 시승하여 유니언 피어슨 급행의 최종 개통일을 2015년 6월 6일로 확정지었다.
2015년 6월 6일, UP 익스프레스는 예정한 대로 팬아메리칸 게임 행사 일정에 맞춰서 개통하였다. 스티븐 델 두카 주 교통부 장관은 성명문을 통해 공항철도는 2015년 팬아메리칸 및 패러팬아메리칸 게임을 앞두고 토론토 시내에서 공항으로 가는 선택의 폭을 늘릴 것이라며 이는 주 정부가 지역 전체에 도움이 될 수 있는 대중교통 투자에 적극 나서고 있다는 것을 증명하는 계기가 될 것이라고 밝혔다.
UP 익스프레스 노선이 개통한 이후, 온타리오 주 당국의 예상과는 달리 승객 수는 비교적 저조하였다. 하루에 5천 명을 실어나를 것이라는 전망을 했던 주 당국은 2015년 11월 기준 하루 평균 2,186명이 공항철도를 이용하여 예상치에 반도 못 미치는 결과를 양상하였다. 저조한 승객 수의 원인으로는 대중교통 수단 치고는 너무 비싼 요금이 지목되었다. 2015년 8월 CP24의 설문조사에 따르면 68%의 응답자가 공항철도의 요금이 너무 비싸다고 응답하였고 이는 개통 전의 58%보다 10% 올라간 수치였다. UP 익스프레스를 이용할 거라는 응답자는 개통 전 48%에서 39%로 줄어 비싼 요금 등의 이유로 공항철도 이용을 꺼리는 승객이 늘고 있음을 시사해주는 대목이였다.
공항철도 노선을 홍보하기 위해 2016년 2월 15일, 메트로링스 측에서는 온타리오 주 가족의 날을 맞아 철도 노선을 무료로 개방하였다. 이후 4만 3천 명에 달하는 승객들이 최대 세 시간가량 줄을 서서 기차에 올랐다. 이후 공항철도의 승객 수를 늘리기 위해 더욱 적극적으로 전략을 세울 필요가 느껴진 주 교통부는 3월 9일부터 유니언 역과 피어슨 공항 간 편도 요금을 27달러 50센트에서 12달러로 절반 이상 줄이겠다고 밝혔다. 요금 인하 첫 날, 공항철도의 승객 수는 5,300명으로 2015년 11월에 비해 두 배 이상 증가한 수준이였다. 요금이 인하된 지 2주가량 지난 3월 21일, UP 익스프레스 선을 운영하는 UPX사의 대표 캐시 해일리 (Kathy Hayley) 가 저조한 승객과 부진한 운영에 대한 책임을 안고 3월 31일부로 사퇴할 예정임을 밝혔다.

#### 전철화
SNC-라발랑 계획부터 시작해서 메트로링스 계획안에 이르기까지 깨끗한 기차 연합 (The Clean Train Coalition) 은 공항철도로 전기 기관차가 아닌 디젤 전동차를 구매한다는 것은 이해할 수가 없으며 디젤 전동차는 대기 환경을 위협할 것이라며 우려를 표명하였다. 이에 대해 메트로링스는 기존 디젤 전동차 모델을 사용한다면 대기 오염 우려가 있겠지만 사측에서 구매하는 전동차는 비교적 친환경적인 4단계 전동차이고 2015년까지 전철화를 요구하는 것은 무리라며 환경 단체의 주장을 일축하였다.
한편 2012년 4월, 토론토 시의회는 온타리오 주에 공항철도 정차역이 너무 적다며 정차역을 추가하고, 전철화 및 동시에 운임을 보다 저렴하게 낮춰서 운행할 것을 요구하였다. 토론토 시의원 프랜시스 넌지아타와 마이크 레이턴은 공항철도는 토론토의 주요 신문인 토론토 스타의 칼럼 란을 통해 공항 여행객 뿐만 아니라 토론토 서부에서 도심으로 출퇴근하는 사람들을 위해서도 운행을 할 필요가 있다고 주장하였다. 넌지아타와 레이턴 의원이 발의한 이 결의안은 찬성 42표, 반대 2표로 가결되었다. 이에 대해 밥 치아레일리 주 교통부 장관은 공항철도는 2015년 팬아메리칸 게임에 맞춰서 개통할 것을 목표로 하고 있으며 정차역을 추가하는 것은 공사를 지연시킬 뿐만 아니라 추가 비용이 들어갈 것이라며 이 추가 비용을 누가 낼 지는 의문이라며 시의회의 요청을 거절하였다.
디젤 전동차 반대 시위가 이어진 지 2년 뒤, 메트로링스 이사회는 2011년 1월 고 트랜싯의 레이크쇼어 선과 조지타운 선 (오늘날의 키치너 선) 을 포함하여 공항철도를 복선 전철화해서 운행할 예정이라고 밝혔다. 이에 따라 세 노선은 배차가 늘어나고 운행비용이 절감될 것으로 보이나 추가 유지보수 비용으로 16억에서 18억 달러가 들어갈 것으로 보인다고 사측은 추산하였다. 이후 주 교통부는 성명문에서 고 트랜싯 전철화 사업의 환경영향평가 비용을 부담할 것임을 밝혔다. 메트로링스의 환경영향평가는 2014년 4월에 공개되었으며 사측은 자유당 주 정부가 2014-15년 예산안 발의에 앞서 향후 10년동안 UP 익스프레스를 포함한 모든 통근열차 노선을 전철화하겠다고 다짐한 만큼 평가 승인과 예산이 지원되는 대로 빠르면 2015년부터 UP 익스프레스의 전철화 공사를 착공하겠다고 밝혔다. 2015년 2월, 온타리오 환경부 장관 글렌 머레이는 공항철도 전철화 공사의 환경영향평가는 필요하지 않은 것으로 결정함에 따라 운영사 측은 예산만 주어진다면 공사 착공은 문제가 없을 것이라고 확신했다.

## 운영 체계

### 노선
UP 익스프레스는 스크린도어가 설치된 토론토 유니언 역의 승강장에서 공항 방면으로 가는 승객을 실어나른다. 출발역인 유니언 역의 대합실은 스카이워크 통로를 거쳐 이용이 가능하며 그외 안내소, 자동판매기, 교통카드 단말기 및 화장실이 구비되어있다. 대합실 윗층에는 공항철도를 이용하는 승객들을 위한 라운지가 설치되어 있으며 캐나다 달러 및 외환을 받는 현금입출기 또한 설치되어있다.
유니언 역에서 공항철도는 고 트랜싯의 키치너 선 구간을 따라 북서쪽으로 22km가량 올라간다. 기존 통근열차 선로는 15분 간격으로 운행하는 공항철도 운행 뿐만 아니라 향후 열차편 증편에 대비해 입체교차로 설치, 신호 공사, 노선 확장 등 보강 공사를 거쳤다. UP 익스프레스는 고 트랜싯의 블루어 및 웨스턴 역에 정차하며 메트로링스는 블루어 역과 토론토 지하철의 던다스 웨스트 역과의 환승통로를 구축하는 공사를 진행하고 있다.
427번 고속도로 이후로 공항철도는 길이 3.3 km, 최대 높이 28m의 고가 철로를 따라 공항으로 직행한다. 피어슨 공항에서 UP 익스프레스는 제1터미널에 정차하며 제3터미널 및 공항 주차장으로 가는 승객들을 위한 셔틀 열차가 맞은 편에 위치해있다.
;

| 역명 (한글) | 역명 (영문) | 접속 노선     | 접속 노선                                                                              | 역간 거리 | 영업 거리 | 소재지     | 소재지   |
| ----------- | ----------- | ------------- | -------------------------------------------------------------------------------------- | --------- | --------- | ---------- | -------- |
| 피어슨      | Pearson     | 링크 열차     | 링크 열차                                                                              | 0.0       | 0.0       | 온타리오주 | 미시소가 |
| 피어슨      | Pearson     | 토론토 교통국 | 52 192 300 307                                                                         | 0.0       | 0.0       | 온타리오주 | 미시소가 |
| 피어슨      | Pearson     | 마이웨이      | 7 24                                                                                   | 0.0       | 0.0       | 온타리오주 | 미시소가 |
| 피어슨      | Pearson     | 브램턴 교통국 | 115                                                                                    | 0.0       | 0.0       | 온타리오주 | 미시소가 |
| 피어슨      | Pearson     | 고 트랜싯     | 34 40                                                                                  | 0.0       | 0.0       | 온타리오주 | 미시소가 |
| 웨스턴      | Weston      | GO 트랜싯     |                                                                                        | 11.1      | 11.1      | 온타리오주 | 토론토   |
| 웨스턴      | Weston      | 토론토 교통국 | 52 79 89 352                                                                           | 11.1      | 11.1      | 온타리오주 | 토론토   |
| 블루어      | Bloor       | GO 트랜싯     |                                                                                        | 6.9       | 18        | 온타리오주 | 토론토   |
| 블루어      | Bloor       | 토론토 교통국 | 504 505 40 168 193 300 306                                                             | 6.9       | 18        | 온타리오주 | 토론토   |
| 유니언      | Union       | 토론토 교통국 | 509 510 97 320                                                                         | 5.3       | 23.3      | 온타리오주 | 토론토   |
| 유니언      | Union       | GO 트랜싯     | 16 18 21 31 61 63 65 71 90                                                             | 5.3       | 23.3      | 온타리오주 | 토론토   |
| 유니언      | Union       | VIA 철도      | 코리더 선 (윈저, 나이아가라폴스, 사니아, 오타와, 몬트리올 방면) 캐나디안 (밴쿠버 방면) | 5.3       | 23.3      | 온타리오주 | 토론토   |
| 유니언      | Union       | 암트랙        | 메이플 리프 (뉴욕 방면)                                                                | 5.3       | 23.3      | 온타리오주 | 토론토   |

### 요금
유니언-피어슨 급행이 처음 개통할 당시에는 유니언 역과 피어슨 공항간 편도 요금을 27달러 50센트이고 프레스토 카드를 이용시 19달러로 할인을 받을 수 있었다. 다만 저조한 승객 수로 운영에 차질이 빚어지자 2015년 3월 9일부터 기존 27달러 50센트에서 12달러로 절반 이상 인하하였고, 교통카드를 이용할 시 9달러로 공항과 시내를 오갈 수 있게 되었다. 요금 체계는 거리에 비례하며 출발역에 따라 요금의 차이를 보인다. 아래 도표는 피어슨 국제공항역 기준 UP 익스프레스 요금 체계이다.
|                               | 유니언 역 | 유니언 역     | 블루어 역 | 블루어 역     | 웨스턴 역 | 웨스턴 역     |
|                               | 현금      | 프레스토 카드 | 현금      | 프레스토 카드 | 현금      | 프레스토 카드 |
| ----------------------------- | --------- | ------------- | --------- | ------------- | --------- | ------------- |
| 성인 (만 20-64세)             | $12.00    | $9.00         | $5.65     | $5.02         | $5.30     | $4.71         |
| 청소년 (만 13-19세)           | $12.00    | $9.00         | $5.65     | $4.61         | $5.30     | $4.33         |
| 노인 (만 65세 이상)           | $6.00     | $5.64         | $2.85     | $2.68         | $2.65     | $2.51         |
| 어린이 (만 12세 이하)         | 무료      | 무료          | 무료      | 무료          | 무료      | 무료          |
| 가족 (성인 2명, 미성년자 3명) | $25.00    | -             | $12.00    | -             | $11.00    | -             |

- 피어슨역에서 출발하지 않고, 중간역을 오고가는 경우에는, 1개 정거장의 경우에는 웨스턴 역 기준, 2개 정거장의 경우에는 블루어역을 기준으로한 운임과 같다.